# Hôtel-Dieu
Pour les articles homonymes, voir Hôtel (homonymie).

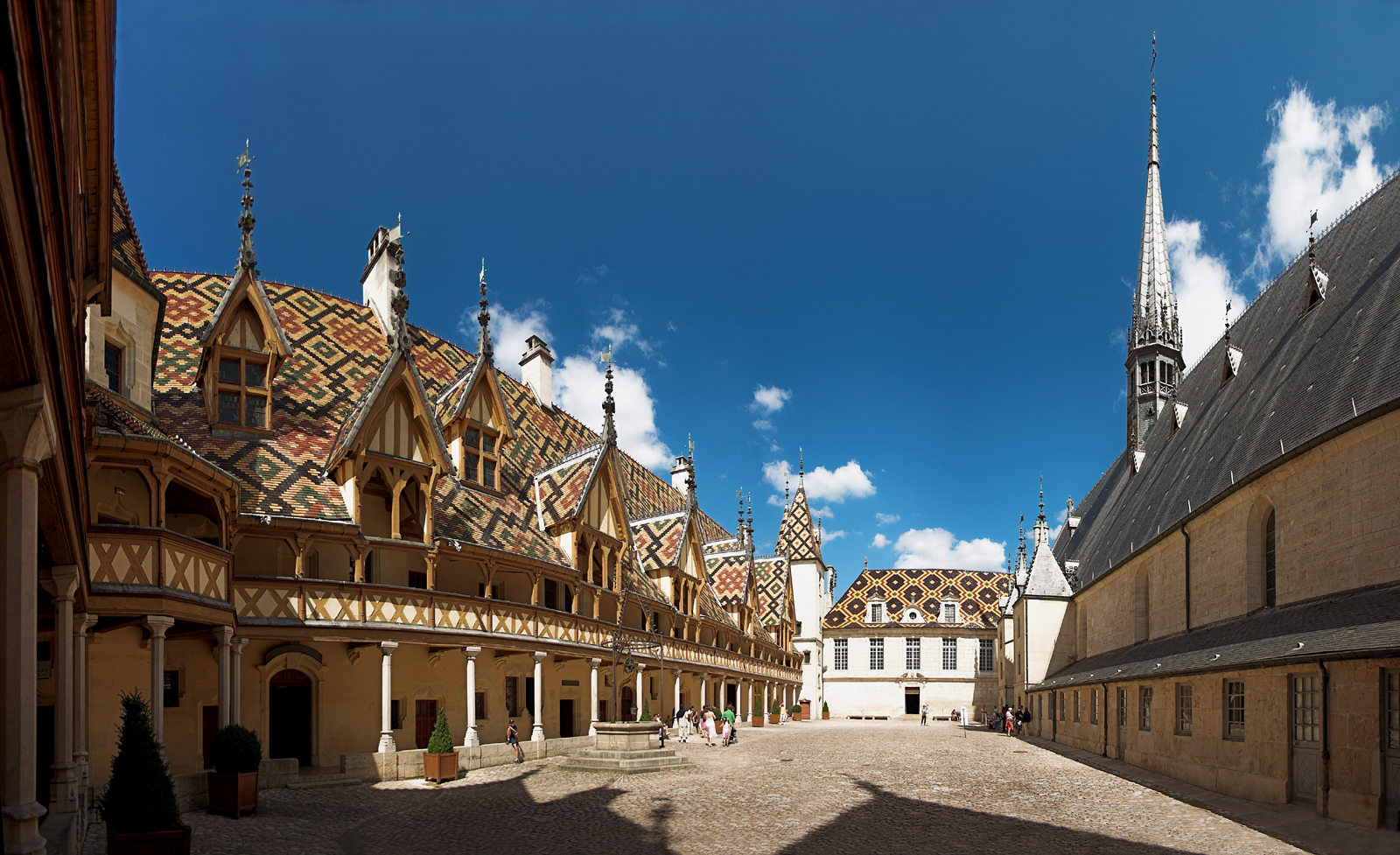
Cour intérieure de l'hôtel-Dieu de Beaune.

Un hôtel-Dieu, parfois orthographié Hostel Dieu, est un hôpital de fondation ancienne dans certaines villes, qui recevait les orphelins, indigents et pèlerins et qui était administré par l'Église catholique. Le terme « hôtel-Dieu » ne paraît pas constituer une catégorie d'établissement différente de celle de l'hôpital, et on doit le considérer comme une simple appellation, contraction du mot « hôtel », dérivé du latin hospes, hospitis (« celui qui donne l’hospitalité »), et de Dieu.

## Histoire

### Origine et période médiévale
En Europe occidentale, après la désagrégation au Ve siècle de l'Empire romain d'Occident, seuls l'Église catholique et ses évêques peuvent constituer une administration stable des populations déplacées par de grandes invasions successives ; d'où l'apparition de structure de secours et d'accueil (protection, hébergement, soins…) dans les villes auprès de l'évêque, dans les campagnes auprès des monastères.
Ces établissements sont un moyen d'évangélisation et un moyen de démonstration de piété charitable pour les puissants et les riches (fondations et legs). Par exemple, au milieu du VIe siècle, sainte Radegonde fonda un hospice à Saix aujourd'hui dans la Vienne. Vers 650, Landry, évêque de Paris, fonde sur l'île de la Cité un bâtiment consacré à l'accueil des malades et des pauvres qui sera à l'origine de l'hôtel-Dieu de Paris.
Fondés le plus souvent par une reine ou un roi, par un évêque, par un noble ou de riches bourgeois locaux, les hôtels-Dieu sont placés sous le signe de la foi chrétienne. Ils sont souvent administrés par des ordres religieux au service des nécessiteux, en premier lieu les pauvres et les pèlerins. Ils accueillaient souvent des apothicaireries et parfois des jardins botaniques (plantes médicinales). À la suite des Croisades, le nombre d'hôpitaux augmente, sous l'impulsion des ordres hospitaliers (comme ceux de Saint-Jean-de-Jérusalem) et des souverains (comme Louis IX). Ces établissements charitables ont su s'adapter aux fonctions soignantes et sociales de leur temps.

### Période classique

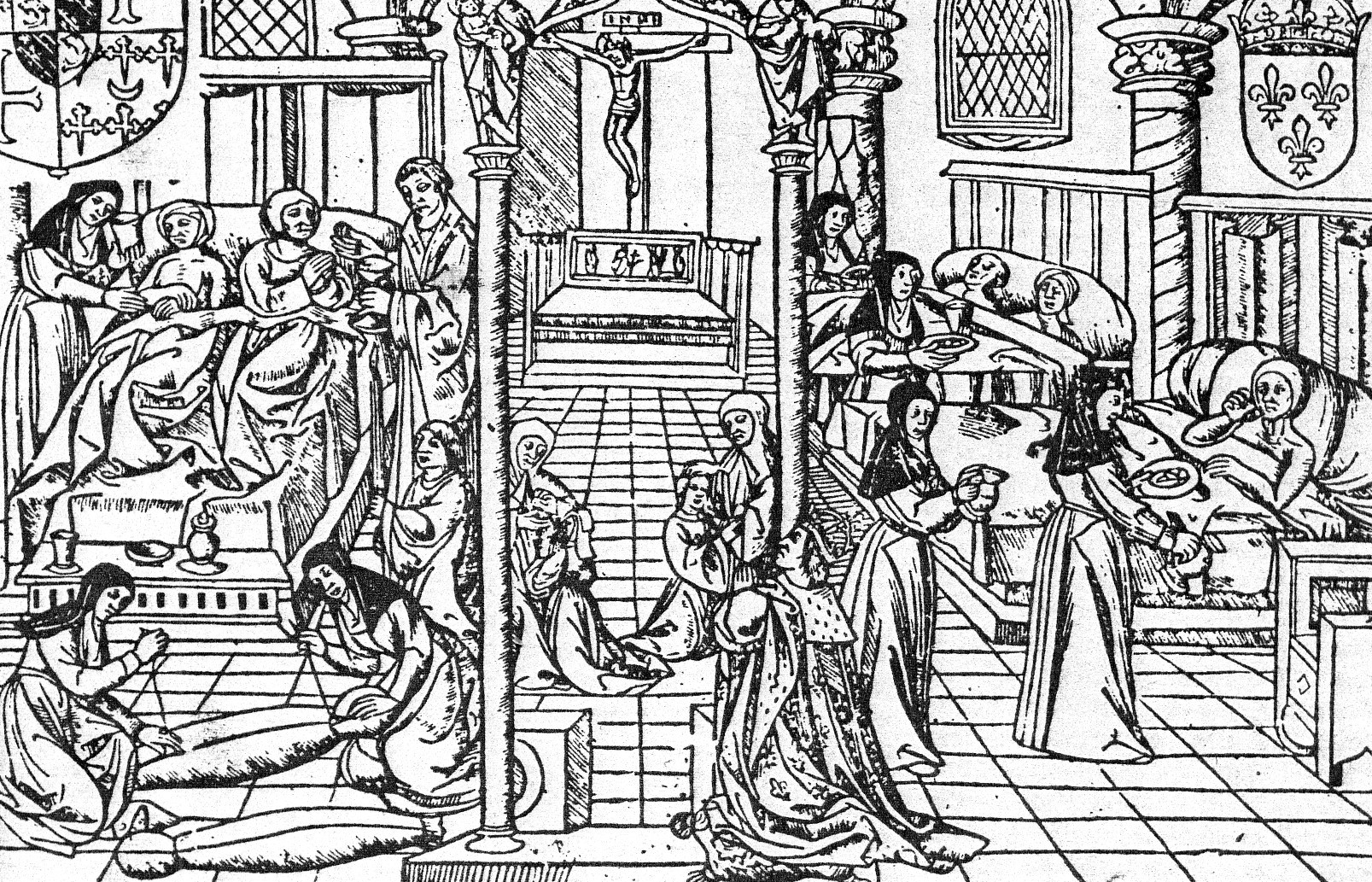
Une salle de l'hôtel-Dieu de Paris vers 1500. À droite, les sœurs servent les repas aux malades. À gauche, au premier plan, deux sœurs cousent les linceuls des morts, devant le lit des mourants où un prêtre administre les derniers sacrements.

À partir du XVIe siècle, la pauvreté apparaît comme dévalorisante (crise urbaine, précarité rurale, pression démographique, guerres de religion…). Le pauvre n'est plus une représentation du Christ, il devient menace sociale. Le pouvoir royal prend le pas sur l'autorité de l'évêque. Les hôtels-Dieu se dégradent ; de tailles très diverses, implantés au hasard de la volonté des donateurs, ils répondent de moins en moins aux besoins, et commencent à être critiqués.
En 1662, un édit de Louis XIV ordonne la création d'un hôpital dans chaque ville et gros bourg du royaume « pour y loger, enfermer et nourrir les pauvres mendiants invalides, natifs des lieux ou qui auront demeuré pendant un an, comme aussi les enfants orphelins ou nés de parents mendiants ». Chaque hôpital dispose d'une police privée qui fait la chasse aux gueux pour les amener à l'hôpital. La charité ne se manifeste plus par l'accueil, mais plutôt par l'enfermement, censé résoudre le problème de la pauvreté : les pauvres sont soignés mais aussi encadrés et mis au travail dans des ateliers hospitaliers. La Vieille Charité de Marseille en est un exemple type.
Au siècle des Lumières, l'hôtel-Dieu tend à s'ouvrir et se médicalise, affaiblissant la présence religieuse. Cependant, la situation est devenue critique : les hôtels-Dieu se retrouvent dans un réseau disparate composé des nouveaux hôpitaux généraux (hôpitaux de charité) et de multiples fondations privées ou communautaires. L'ensemble du système craque sous la pauvreté, la surpopulation, et l'absence d'hygiène. L'État multiplie les enquêtes et dresse des états des lieux. En 1777, le ministre Necker nomme une commission : les premiers chiffres avancés sont 105 000 hospitalisés dans le Royaume, dont 40 000 infirmes ou vieillards, 40 000 enfants trouvés, et 25 000 malades, auxquels il faut ajouter 6 000 malades dans les hôpitaux militaires.
En 1788, Jacques Tenon publie ses conclusions dans ses Mémoires sur les hôpitaux de Paris, le tableau est catastrophique, en particulier la situation scandaleuse de l'hôtel-Dieu de Paris, mal situé, resserré, surchargé, dangereux, insalubre et mortel : « Il n'est pas dans l'univers, de maison de malades qui, aussi importante par sa destination, soit cependant par ses résultats, aussi funeste à la société. » Tenon formule plusieurs principes et propositions qui seront adoptés au siècle suivant.

### Période contemporaine
Après la Révolution, l'hôtel-Dieu doit s'adapter aux besoins d'une médecine moderne de plus en plus complexe, ce qui devient de plus en plus difficile pour ces structures anciennes. Au XXe siècle, dans les années 1960, la concentration des services médicaux conduit à la création de centres hospitaliers (CH) et aussi universitaires (CHU). Depuis, du fait de leur ancienneté, de leur position centrale dans les villes, du coût excessif de leurs mises aux normes, les hôtels-Dieu n'ont pu être maintenus dans leur vocation initiale. Ils ont été transformés, soit en autre bâtiment public (en particulier musées et centres culturels), soit en établissement commercial (en particulier hôtels de luxe, résidences de tourisme, ou maisons de retraite). Certains sont toutefois toujours utilisés par les hôpitaux, souvent comme bâtiments administratifs. De nombreux bâtiments, bien qu'ils ne soient plus gérés par des religieux, ont toutefois conservé leur nom historique. Certains possèdent des salles patrimoniales contenant des œuvres artistiques importantes (tableaux, sculptures) qui proviennent de dons consentis par de grands personnages.

## Architecture

### Moyen Âge
Un hôtel-Dieu s'implante de préférence à proximité de l'évêché ou de la cathédrale, près d'un cours d'eau (pour lavage, blanchissage, moulin...) ou mieux encore près d'une rivière navigable (transport de vivres, de bois de chauffage...). Ceux qui sont situés sur les routes de pèlerinage peuvent enjamber la chaussée par des porches en voûte d'ogives (hôpital des pèlerins de Pons)). On peut trouver des hôtels-Dieu dans des villes sans évêché, et des hôpitaux d'évêché qui ne s'appellent pas hôtel-Dieu.

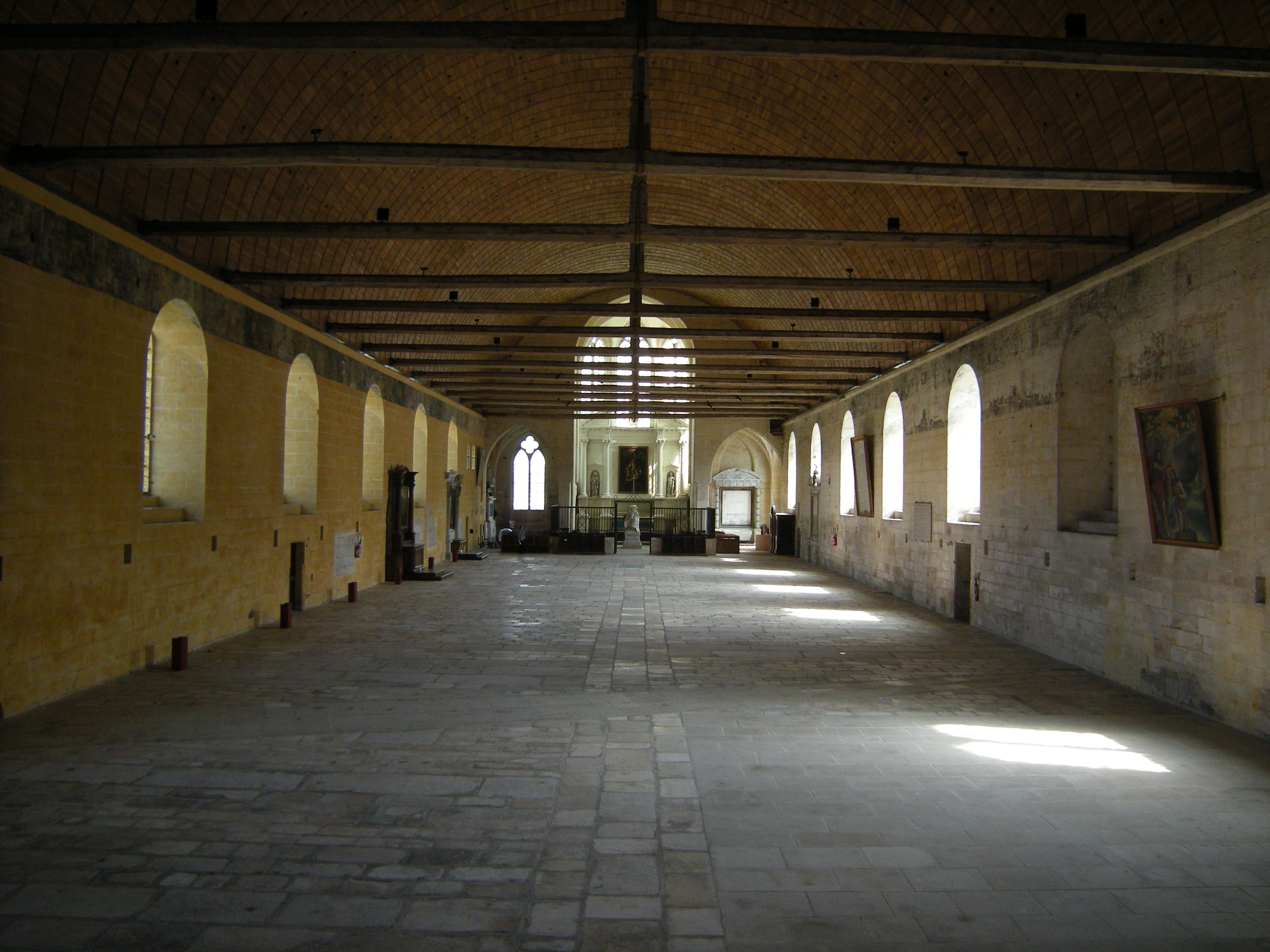
Salle des malades de l'hôtel-Dieu de Tonnerre, avec sa charpente en carène de 101 m de long.

L'architecture médiévale d'un hôtel-Dieu a pour fonction de sauver les âmes. Elle est centrée sur une chapelle en prolongement direct de la salle des malades, afin que ces derniers puissent entendre la messe de leurs lits. Tout autour s'organisent des bâtiments de dépendance (cuisine, fournil, magasins, réserves, logements du personnel) et un jardin de plantes médicinales.
La salle des malades est le plus souvent un vaisseau rectangulaire unique, parfois divisé en une ou deux files de colonnes. Elle peut être entièrement voûtée et plus souvent charpentée. Une des charpentes les plus vastes d'Europe et toujours conservée, est celle en carène de bateau renversé de l'hôtel-Dieu de Tonnerre en Bourgogne (101 m de long sur 18,5 m de large). La plus célèbre est celle de l'hospice de Beaune.
Il existait aussi de très nombreux hospices ou refuges de taille réduite (maison-Dieu), comme à Charlieu (à l'origine : salle de 12 lits, entourée d'une galerie et de 3 chambres à 2 lits, évoluant en hôtel-Dieu, aujourd'hui musée hospitalier). À Grenoble, un banquier de Florence offrait le rez-de-chaussée de sa demeure comme refuge d'accueil. Ces petites structures, du moins celles qui n'ont pas été agrandies en hôtel-Dieu, ont disparu à la Révolution.
À partir du Moyen Âge, l'architecture évolue par imbrication et superposition de bâtiments de toutes les époques. Une séparation plus rigoureuse des sexes (contre-réforme catholique) incite à deux salles de malades (bâtiment en étage en salle haute et basse, ou salle en forme de L, chapelle située dans l'angle).

### Âge classique
Un plan en croix grecque, avec chapelle placée à l'intersection de quatre salles de malades, serait apparu en Italie vers la fin du XVe siècle (Ospedale Maggiore de Milan), puis en Espagne (Santa Cruz de Tolède) et en Angleterre (Savoy de Londres, dont il ne reste que la chapelle). Il est adopté tardivement en France à partir du XVIIe siècle. Un des rares encore conservé est l'hôpital de Hautefort, alors que de l'hôtel-Dieu de Carcassonne, seule subsiste la chapelle Notre-Dame-de-Santé.

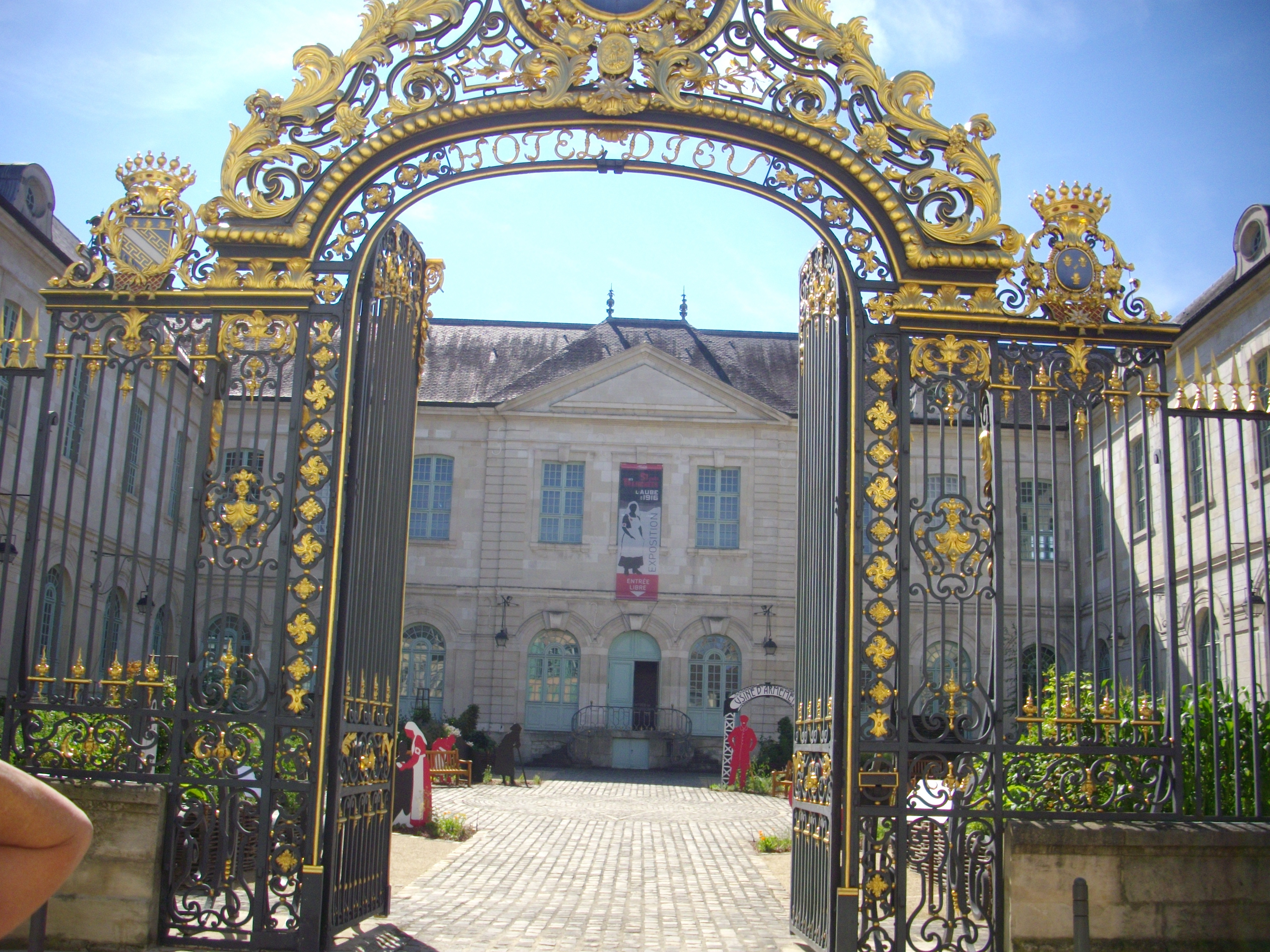
Grille en fer forgé de l'hôtel-Dieu de Troyes.

Le plan français courant reste la chapelle entre deux salles de malades, ou la cour carrée entre des bâtiments à deux étages avec galeries superposées, la chapelle dans un angle (composition asymétrique), comme à l'hôtel-Dieu de Dole. Pour les édifices monumentaux, le plan longitudinal est représenté par la façade (1741) de l'hôtel-Dieu de Lyon (deux bâtiments de deux étages, centrés sur une chapelle avec dôme) de 375 m de long.
Les éléments peuvent se combiner, plan en croix avec bâtiments à deux ou trois étages, dont les salles convergent vers le vide central de la chapelle, ou en damier avec autel à chaque intersection (Hôpital de la charité de Lyon ). La chapelle peut se retrouver isolée au centre d'une cour carrée (Vieille-Charité de Marseille). Les cours carrées ou rectangulaires peuvent s'ouvrir en cour d'honneur, entourée de 3 bâtiments. L'hôtel-dieu en espace ouvert peut avoir les fastes d'un palais : majesté de façade, frontons, grille en ferronnerie ouvragée clôturant la cour d'honneur (Sainte-Marthe d'Avignon, hôtel-Dieu de Lons-le-Saunier, hôpital Saint-Jacques de Besançon, hôtel-Dieu de Troyes), ou encore escalier d'honneur (hôtel-Dieu de Carpentras, hôtel-Dieu de Marseille – aujourd'hui hôtel de luxe).
En 1772, dans la nuit du 29 au 30 décembre, un incendie spectaculaire détruit en grande partie l'hôtel-Dieu de Paris. Cet incendie peut représenter la fin des Hôpitaux conçus selon une architecture religieuse. Des dizaines de projets, dont les plans ont été conservés, sont proposés pour remplacer celui de Paris. Tous sont basés sur une architecture utopique, matérialisant les idées d'une médecine des Lumières, centrée non plus sur le salut, mais sur la guérison et l'hygiène (circulation de l'air), que Michel Foucault, reprenant la formule de Tenon, appelle « les machines à guérir ».
La Révolution interrompt ces projets qui seront abandonnés. Les nouvelles constructions hospitalières reprennent après 1830, il n'y aura plus de nouvelles appellations « hôtel-Dieu », sinon des aménagements, des agrandissements ou des reconstructions, dont les plus importants sont la reconstruction de l'hôtel-Dieu de Paris (1866-1877), de l'hôtel-Dieu d'Orléans (1844), et celui de Rennes (1854). L'hôtel-Dieu de Nantes (1863) a été détruit lors de bombardements en 1943. Ces hôtels-Dieu reconstruits au XIXe siècle sont tous basés sur le principe de « l'aération naturelle ».

## Organisations et soins

### Moyen Âge

#### Le personnel
En Europe occidentale, les moines du haut Moyen Âge faisaient office de médecins et d'infirmiers. Plus tard, dans les hôtels-Dieu, le personnel féminin joue un rôle prédominant. À l'hôtel-Dieu de Paris, le personnel soignant est représenté par les sœurs, vêtues de noir ; elles sont dirigées par une maîtresse (plus tard prieuse, puis prieure). Le personnel domestique, vêtu de gris, est formé des valets laïcs et des filles de chambre. Les novices, vêtues de blanc, sont de jeunes sœurs en formation sur le tas, à partir de l'âge de 16 ans, et encadrées par les plus anciennes (professes). On compte une sœur pour 2 à 3 malades.
À Paris, la journée d'une sœur est très dure : lever à 3 heures et demie du matin, dévotions jusqu'à 5 h, puis soins aux malades et travaux ménagers (journée de 14 h à 16 h), repas à 11 heures et 18 heures. Le travail consiste en la toilette des malades, distribution des remèdes, repas et boissons, confection quotidienne des lits, accueil des familles et des bienfaiteurs, enlèvement et enterrement des morts. Une fois par mois, à jour fixe et par tous les temps, les sœurs se lèvent à 2 h du matin, à la lanterne, et descendent bottées pour laver le linge aux bords de la Seine.
Les autres catégories de personnel sont les sages-femmes (appelées ventrières ou matrones-jurées), les barbiers-chirurgiens et les médecins (à partir du XIIIe siècle). Ces derniers n'appartiennent pas à l'établissement, ce sont des consultants extérieurs, payés à la visite. L'hôtel-Dieu de Paris déléguait de son personnel pour aider à la formation des nouveaux hôtels-Dieu créés en province.

#### Le malade
Le malade est tenu en grande considération, par exemple lors de l'agrandissement de hôtel-Dieu Saint-Nicolas-au-Pont de Compiègne, Louis IX installe le premier malade dans son lit. Tout malade doit d'abord être confessé et communié, son âme doit être lavée de ses péchés, puis les sœurs lui coupent les cheveux et les ongles, lui lavent les pieds, les mains et la tête (à visée symbolique et évangélique, plus qu'hygiénique).

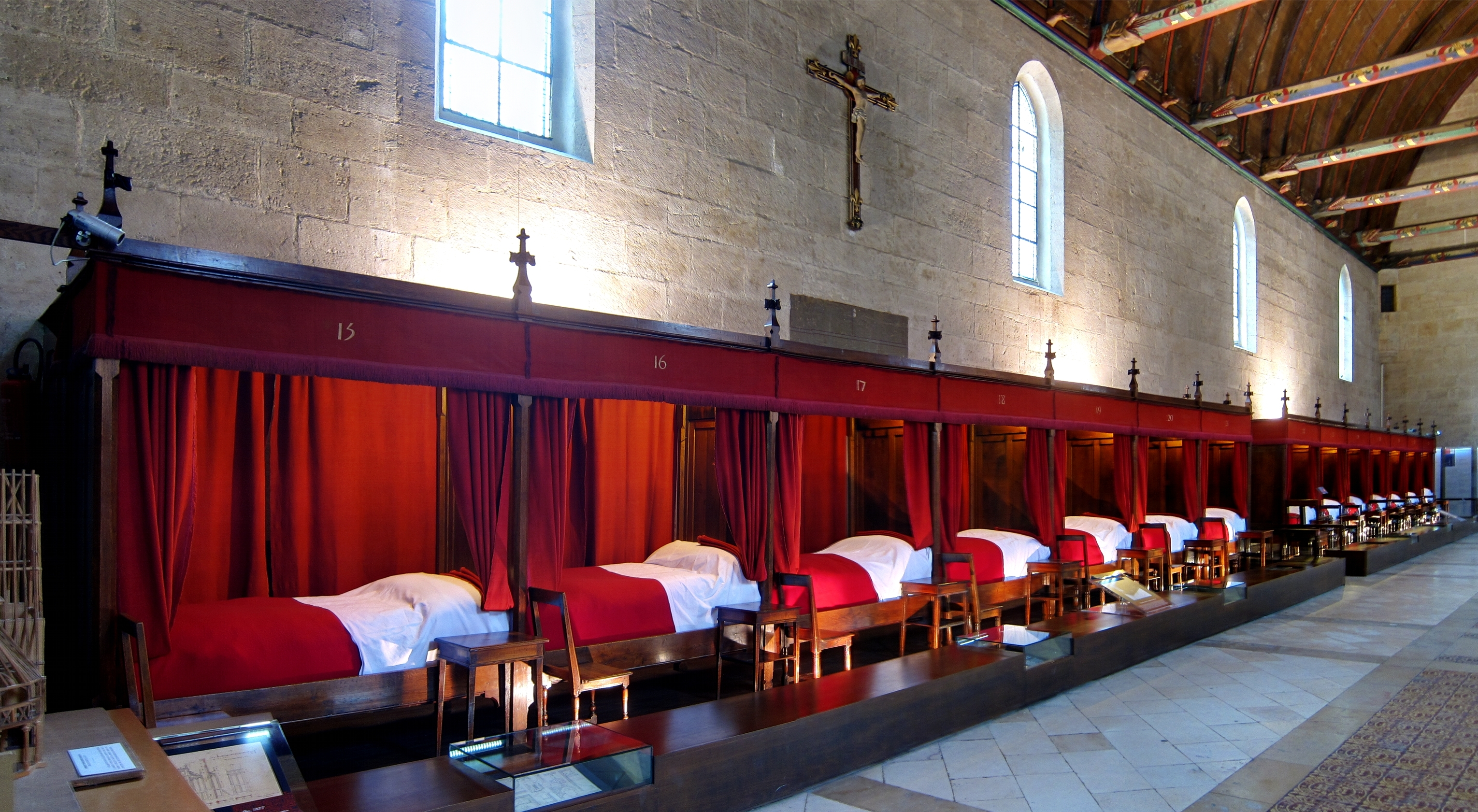
Rangée de lits de l'hôtel-Dieu de Beaune (aujourd'hui musée). La reconstruction du mobilier date du XIXe siècle

Le malade est installé dans son lit, au début paillasse ou matelas à même le sol, à partir du XIVe siècle apparaît le cadre en bois monté sur pied, jusqu'aux lits logés dans des alcôves séparées par des cloisons de boiseries sculptées avec rideau individuel. Des personnes riches et généreuses peuvent offrir leur ancien couchage complet, ce qui deviendra au fil des siècles une coutume, puis une obligation pour les nobles. Au début, les malades couchent nus, portant un bonnet ; la chemise de nuit apparaît à partir du XVIe siècle. Au début les lits sont à 1 ou 2 places, puis jusqu'à 4 et 6 places et plus. Jusqu'au XVIIIe siècle, il n'était pas choquant de faire dormir ensemble des personnes étrangères entre elles (usage courant dans les auberges).
L'été, on se défend de la chaleur par des fenêtres à coulisses avec vitres de couleur ; l'hiver, du froid par feux de cheminées, braseros montés sur roue circulant dans les salles, chaufferettes placées dans les lits. L'éclairage se fait par lampes à huile.
Contrairement à ce qui se passera à l'âge classique, la propreté est méticuleuse. Le mobilier est adapté et bien entretenu, comme la lingerie et la literie, le pavage est lavé à grandes eaux tous les jours. Des baignoires et baquets en bois sont disponibles. Les latrines sont en surplomb de cours d'eau faisant office de tout-à-l'égout. Les malades qui ne peuvent se déplacer ont des bassinets ou des litières de terre sous le lit, que les sœurs nettoient et changent tous les jours.
Pour les repas, chaque malade a une écuelle et une cuillère en bois ou en étain, et un gobelet en terre cuite. Le repas se compose d'un potage de légumes verts, de légumes secs (haricot, pois, fève) accompagnant la viande (jours gras, surtout porc et lard ; jours maigres, œuf, fromage ; jours de carême, hareng salé). Les fruits dépendent des saisons (cerises, fraises, pommes, figues, raisins secs). La cuisine utilise sel, beurre, saindoux, huile de noix ou d'olive, épices. Les boissons sont la bière, le verjus, et surtout le vin. Tous les repas sont basés sur le pain, le meilleur pain, le pain blanc étant réservé aux malades graves. Dans l'ensemble, il s'agit d'un régime très riche en viande et en graisse, qui sera critiqué comme excessif à partir du XIIIe siècle. Selon J. M. Galmiche, ce régime hospitalier a dû être très favorable au Moyen Âge, compte tenu de l'importance des maladies nutritionnelles et carentielles diverses.

### Âge classique

#### Le personnel

##### La gestion
À la fin du Moyen Âge, les donations et legs de charité passent trop souvent en bénéfice ecclésiastique plutôt qu'en dotations hospitalières. Pour pallier ce détournement et autres carences, la gestion des hôtels-Dieu est bientôt confiée à des laïcs (bourgeois de la ville). Cette gestion prend de plus en plus d'importance, devenir recteur ou administrateur d'un hôtel-Dieu était une étape recherchée dans la carrière d'un officier municipal, la dernière avant d'être échevin ou consul. À l'hôtel-Dieu de Marseille, au XVIe siècle, on trouve un groupe de 4 recteurs à sa tête, le premier recteur désignant lui-même son successeur. En 1569 apparaît le recteur-trésorier. Toujours à Marseille, en deux siècles, le nombre de recteurs s'accroît jusqu'à 16, beaucoup ne sont là que pour les jetons de présence et divers avantages (les recteurs s'offrent entre eux des financements personnels, comme celui de leur mariage).
Les problèmes de gestions et de financements sont réglés à l'échelle locale, à travers un maquis juridique complexe. Les pouvoirs et compétences entre une ville et son hôpital sont remis en question, d'où une infinie diversité de situations dans tout le Royaume. Au fil du temps, des inégalités se creusent. Du fait de leur histoire, des petites villes en déclin se retrouvent avec un riche hôtel-dieu (revenus fonciers de dotations anciennes) mais surdimensionné ; alors que des villes en expansion ont un petit hôtel-Dieu pauvre et surpeuplé, la charité médiévale se faisant de plus en plus rare.

##### Les soignants
Le personnel soignant est toujours majoritairement composé de sœurs, le plus souvent Augustines. Des ordres hospitaliers réformés apparaissent comme les chanoinesses hospitalières (catholiques), qui sont à l'origine, entre autres, de l'hôtel-Dieu de Québec, ou encore des ordres masculins comme celui de Saint-Jean de Dieu, ces derniers étant plus présents dans les hôpitaux de Charité et les hôpitaux militaires des villes-frontières, ou maritimes des ports de guerre,. Toutefois la véritable nouveauté de l'âge classique est une présence médicale accrue.

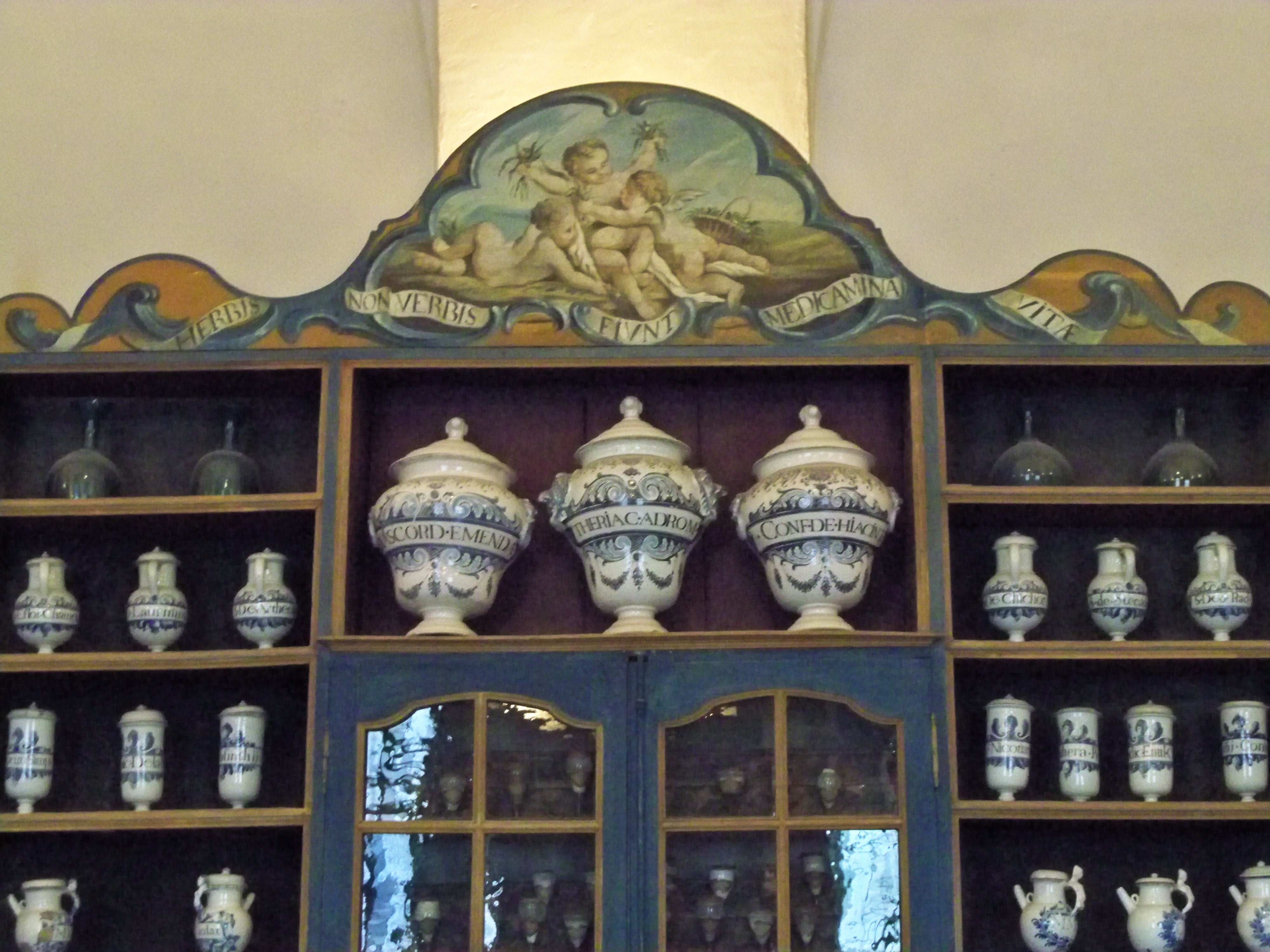
Pots à pharmacie de l'hôtel-Dieu de Carpentras.

À partir du XVIIe siècle, des chirurgiens sont directement appointés par l'hôpital, pour une pratique hospitalière exclusive. Peu à peu, il s'y établissent pour leur formation pratique. Par exemple, pour l'hôtel-Dieu de Marseille : le premier chirurgien salarié, fixé à l'hôpital, apparaît en 1614. En 1687 le chirurgien obtient la possibilité de faire des autopsies (au cas par cas après autorisation d'un recteur de l'hôpital), en 1717 possibilité de faire des cours d'anatomie sur dissection (faite au milieu et en présence des malades de la salle des hommes), 1728 ce cours a lieu dans un local séparé, 1778 création d'un amphithéâtre d'anatomie, Seules les dissections de cadavres mâles sont autorisées.
Contrairement à la formation des médecins qui est universitaire et théorique en latin, la formation des chirurgiens est basée sur l'apprentissage et la pratique. Un chirurgien est accompagné d'un à six aides-apprentis. Le premier d'entre-eux est le « premier garçon-chirurgien gagnant maîtrise » (ancêtre de l'interne d'aujourd'hui). Les autres garçons-chirurgien sont en émulation pour devenir celui qui le remplacera. Les recteurs de l'hôtel-Dieu peuvent choisir parmi les enfants trouvés et élevés à l'hôtel-Dieu, ceux qui, à partir de l'âge de 12 ans à 15 ans, sont susceptibles de devenir garçon-chirurgien. Ainsi, au XVIIIe siècle à Marseille, on connaît des chirurgiens ayant passé toute leur vie professionnelle, enfance comprise, à l'hôtel-Dieu, auquel ils avaient un « attachement de berceau ».
L'hôtel-Dieu de Marseille emploie aussi 4 médecins, désignés par le collège des médecins de la ville, et qui travaillent par quart (1 trimestre chacun). L'hôpital jugeant ce système malcommode pour la continuité des soins au moment des changements, souhaite choisir et employer un seul médecin travaillant exclusivement à l'hôpital, comme le chirurgien. Ce qui donne lieu à des affrontements juridiques remontant jusqu'au ministre de Louis XV, Choiseul, qui donnera gain de cause à l'hôpital. Significative est aussi la création d'une chaire d'accouchement en 1787 à l'hôtel-Dieu de Marseille, représentative de la médicalisation des accouchements au siècle des Lumières.

##### Les enfants trouvés

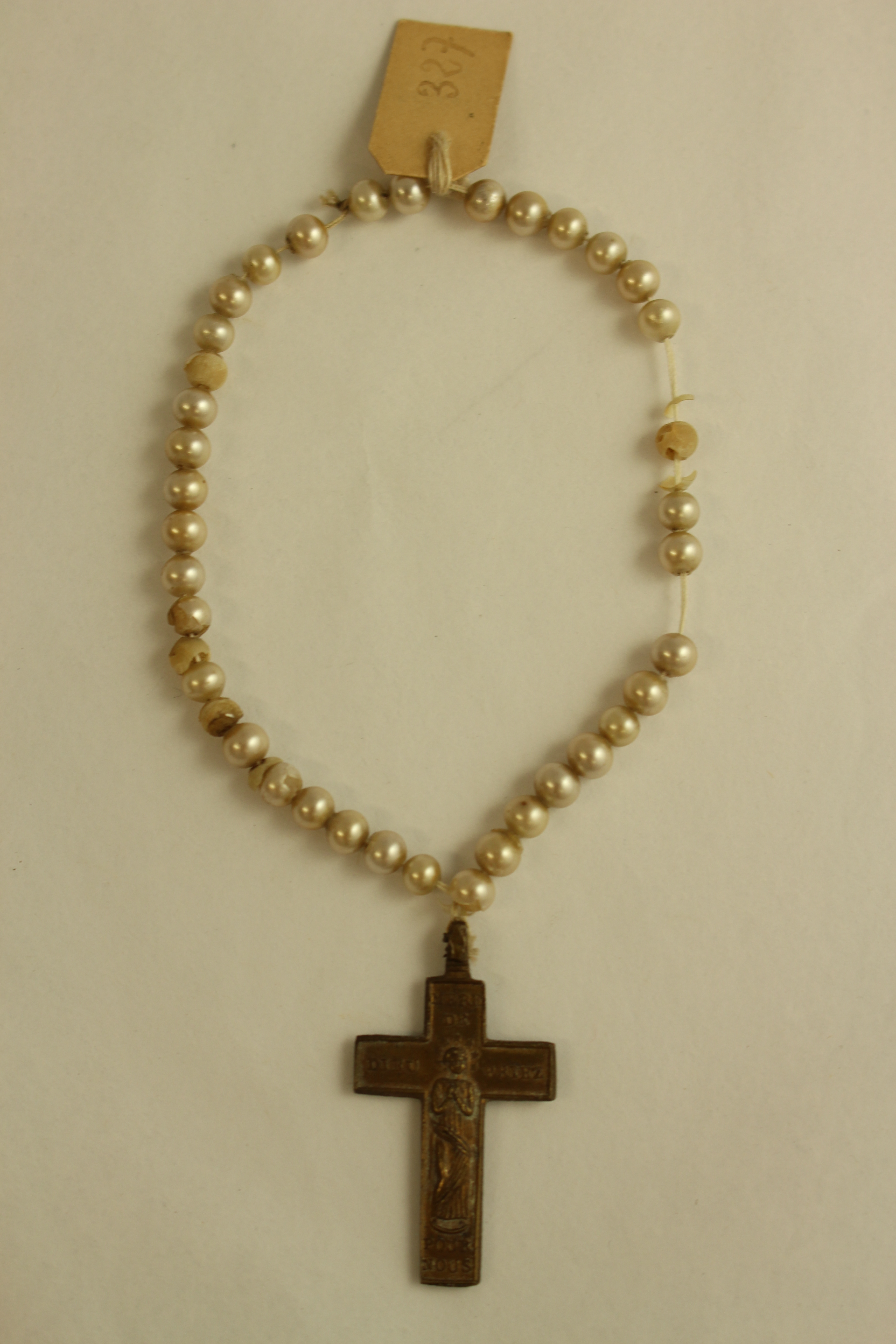
Collier trouvé sur un nouveau-né abandonné et mourant, accueilli par les sœurs de l'hôpital de la Charité de Lyon, en 1821, (musée des Hospices civils de Lyon).

Au XVIIIe siècle, à Marseille, on comptait 1 enfant trouvé pour 8 enfants légitimes. L'hôtel-Dieu recueillait près de 2 000 enfants par an, 200 à 300 étant présents en permanence à l'Hôpital. Avec l'augmentation de la pauvreté, des enfants légitimes sont abandonnés. Ils le sont « au trou de la porte » de l'hôtel-Dieu, ou à la « fenêtre accoutumée » (boite tournante encastrée dans une fenêtre, servant au dépôt nocturne et anonyme). L'hôpital assurait leur placement en nourrice dans les villages de Provence, confiait leur éducation aux curés de villages. Ils revenaient plus tard à l'hôtel-Dieu vers l'âge de 10 ans, pour ceux qui n'avaient pas été adoptés.
Parmi les garçons, les recteurs pouvaient choisir les plus robustes et les plus agiles pour être à la disposition des capitaines de navire, ils devenaient alors mousses (la marine de l'époque utilisait un mousse pour 10 marins). D' autres devenaient employés de l'hôpital, voire garçon-chirurgien ou garçon-apothicaire, d'autres apprentis ou domestiques en ville. Les filles devenaient lavandières, buandières, cuisinières, couseuses, aides-soignantes, toutes à l'hôpital, ou employées en ville (après enquête sur la moralité de l'employeur). L'hôtel-Dieu payait leur mariage qui se faisait à l'hôpital (entretien du marié pendant la période des formalités, et repas de noce).
En France, la mortalité des enfants trouvés était très élevée, et aussi variable selon les lieux. Avant l'âge de 7 ans, la mortalité était de 25 % (Grenoble), 50 % (Montpellier, Marseille), 70 % (Lyon). À Marseille, pendant et quelques années qui ont suivi la peste de 1720, cette mortalité est restée proche de 100 %, par manque de nourrices. Une seule nourrice ayant jusqu'à 4 nourrissons en même temps à nourrir au sein. L'habitude sera prise, pour les femmes étrangères à Marseille et accouchant à l'hôtel-Dieu, d'y rester pendant 18 mois pour servir de nourrice.

#### Les malades
De façon générale, les grandes villes souffrent d'une surpopulation hospitalière, d'une dégradation continue de l'hygiène depuis la fin du Moyen Âge, de difficultés financières se traduisant par un déficit aggravé des hôtels-Dieu tout au long du XVIIIe siècle, Les rapports critiques se multiplient. À hôpital de Bordeaux, bâti sur la Devèze, les malades ne disposent que d'une chaise percée pour 4 lits, que l'on vide dans la rivière le plus souvent à sec. À l'hôtel-Dieu de Paris, les fenêtres de la salle des accouchées donnent directement sur l'aboutissement des égouts de la montagne Sainte-Geneviève.

« Un hôpital de malades est un édifice où l'architecture doit subordonner son art aux vues d'un médecin : confondre les malades dans un même lieu, c'est les détruire les uns par les autres (Encyclopédie de Diderot, 1765) »

Les médecins des Lumières visent en premier lieu les hôtels-dieu. À la veille de la Révolution Tenon publie son mémoire, il concentre ses critiques sur l'hôtel-Dieu de Paris qui semble réunir tous les défauts. Il décrit une situation catastrophique. L'établissement de l'époque, se composait de 8 bâtiments, 4 de services et 4 de malades. Ces derniers contiennent plus de 4 000 malades dans un peu plus de 1 200 lits, dans des salles entremêlées de départements infects (latrines défectueuses) réparties sur 4 à 5 étages. Les lits sont disposés dans tous les sens, où l'on place parfois de 4 à 6 malades, tête-bêche, dans des lits prévus pour 2. Ténon démontre, par calcul arithmétique, que ces malades sont condamnés à rester sur le côté sans pouvoir bouger. Lorsqu'une salle contient de 500 à 800 malades, sa belle hauteur de plafond devient inutile. Ses calculs montrent qu'un malade dispose de moins de 3 toises cube d'air, alors qu'ailleurs (reste de Paris et en province) les malades hospitalisés disposent de 7 à 16 toises cube pour respirer.

« Les variolés, les rougeolés, les galeux, les dysentériques, les hydrophobes [enragés], les malades atteints de fièvres malignes, sont confondus entre eux, et avec ceux dont les maladies ne sont point contagieuses. »

Les fous sont avec les trépanés. Les femmes accouchées saines sont avec les femmes accouchées malades (galeuses, vénériennes, ou fiévreuses). Quand il n'y a plus de place, les femmes accouchées sont mises dans la salle des blessés. Là, des chirurgiens opèrent au milieu de la salle parmi les opérés et ceux qui vont l'être. L'odeur infecte de la « pourriture d'hôpital » (désignation de ce qu'on appellera infection nosocomiale) provoque des « fièvres putrides ».

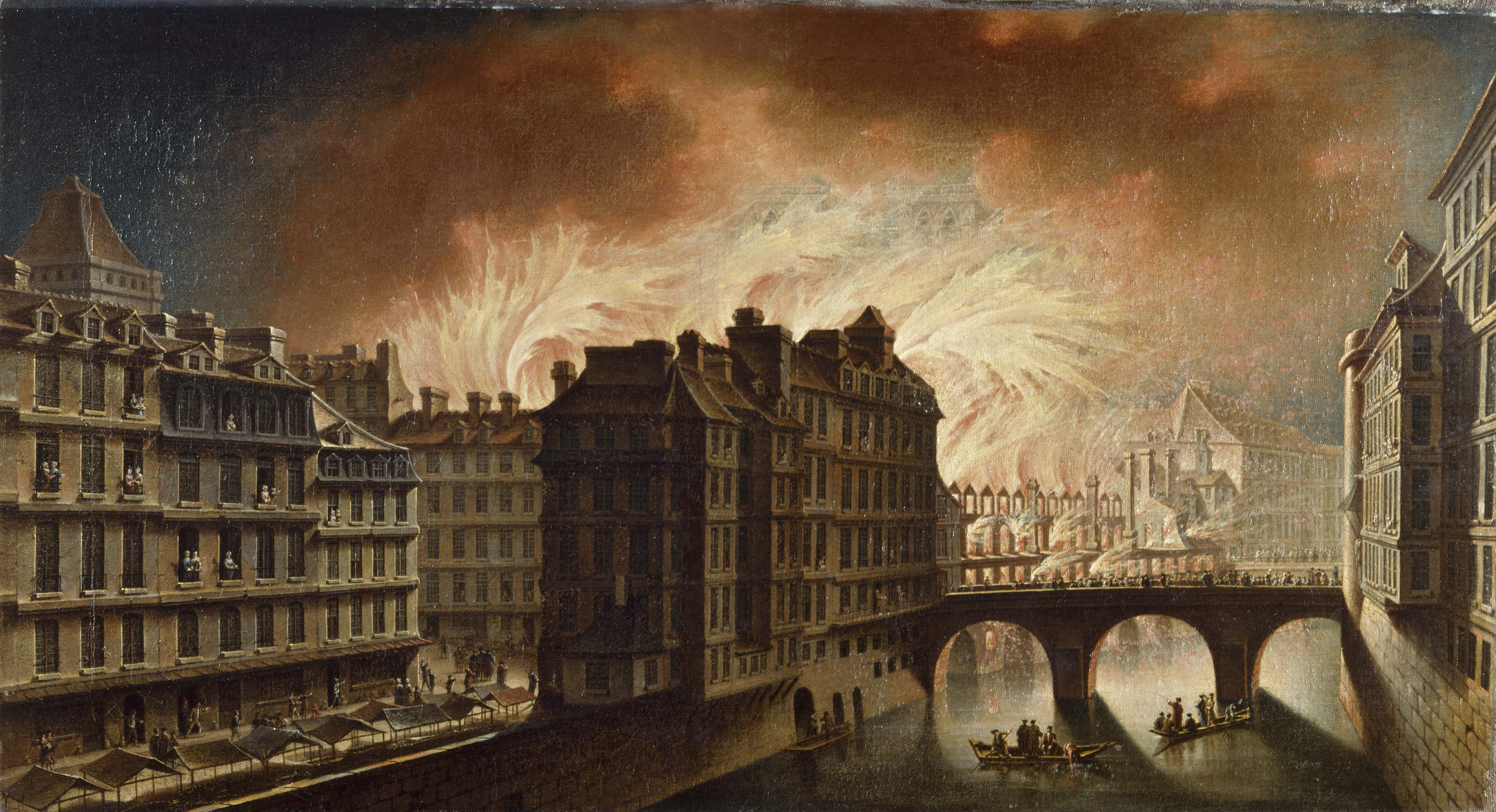
L'incendie de l'hôtel-Dieu de Paris en 1772, vu du pont Saint-Michel (musée Carnavalet).

Les convalescents, au nombre de 800, n'ont pas de salles à eux, ils sont forcés de rester avec les malades. Le personnel, dépourvu de réfectoire, prend ses repas dans les salles de malades. Dépourvu aussi de dortoirs, ce personnel occupe les petits lits des infirmeries, en principe réservés pour les soins d'urgence aux pauvres. Le repas des malades se compose pour l'essentiel de soupe de pois avec graisse ou beurre, très peu de viande, avec absence quasi-totale de produits frais, régime qui devait provoquer ou aggraver un scorbut endémique.
La mortalité est évaluée au quart des malades entrés, alors que l'hôpital royal d’Édimbourg affiche un score de 4 %, et celui de la Charité à Paris, de 13 %. On calcule les différences de mortalité en fonction du volume des salles et du nombre des malades, pour constater un rapport direct. Ainsi les trépanés à l'hôtel-Dieu périssent presque tous, alors qu'ils guérissent presque tous à Versailles et en province. Tenon revient d'un voyage d'étude en Angleterre, et il a lu tous les rapports d'Europe.
Pour la mortalité des accouchées, l'hôtel-Dieu de Paris est bon dernier avec 1 décès sur 15 accouchements, alors que dans le reste de l'Europe il est de l'ordre de 1 sur 100. Sur 1 500 accouchements par an, 400 nouveau-nés meurent dans la première semaine, d'une malade nouvelle que les médecins appellent « enfants durs ou gelés », ils sont en train de découvrir le tétanos néo-natal.
Le rapport de Tenon (1788) est le point d'orgue d'un débat commencé en 1772, à la suite de l'incendie de l'hôtel-Dieu de Paris. Ce débat se poursuivra jusqu'à la reconstruction prestige, voulue par Napoléon III et le baron Haussmann, de l'hôtel-Dieu de Paris inauguré en 1877. En même temps, toujours à Paris, à Ménilmontant, se construit un autre hôpital, qui prendra le nom hautement symbolique d'hôpital Tenon en 1879.

Pour l'hôtel-Dieu de Paris après la Révolution, voir 

## Liste des édifices appelés hôtel-Dieu
On recense de manière non exhaustive :
- en Belgique :
  - l'Hôtel-Dieu de Bruxelles ;
  - Hôpital Notre-Dame à la Rose à Lessines ;
- au Canada[15] ;
  - l'Hôtel-Dieu d'Arthabaska (1884) fondée par les religieuses de la Congrégation Hospitalière de St-Joseph.
  - L'Hôtel-Dieu de Lévis, fondé en 1892 par 6 Augustines hospitalières venues de Québec.
  - l'Hôtel-Dieu de Montréal, il a été inauguré en 1645 et a fermé en 2021 après le transfert de ses derniers services au méga-hôpital du CHU de Montréal[16] ;
  - l'Hôtel-Dieu de Québec[17], fondé en 1639 sous le nom de l'Hôtel-Dieu-du-Précieux-Sang, il fait toujours partie du CHU de Québec et est affilié à l'université Laval ;
  - l'Hôtel-Dieu-du-Sacré-Cœur-de-Jésus de Québec, fondé en 1873 dans une municipalité a vocation religieuse[18], il abrite aujourd'hui un centre d'hébergement et de soins de longue durée (CHSLD) ainsi qu'un service de pédopsychiatrie qui fait partie du CHU de Québec ;
  - l'Hôtel-Dieu de Sherbrooke, fondé en 1917 et qui fait partie du CHU de Sherbrooke (CHUS) ;
  - l'ancien Hôtel-Dieu des Trois-Rivières, fondé en 1700 et fermé le 28 février 1886[19] ;
- en Côte d'Ivoire :
  - la polyclinique internationale Hôtel Dieu Abidjan à Abidjan, fondé en 1996 ;
- en France :
  - l'hôtel-Dieu d'Amiens ;
  - l'Hôtel-Dieu d'Angers, un des premiers hôpitaux de France, fondé en 1175, appelé aussi Hôpital Saint-Jean. Il est transféré en 1870 dans l'actuel CHU d'Angers et abrite aujourd'hui le Musée Jean-Lurçat ;
  - l'Hôtel-Dieu d'Auxonne ;
  - l'Hôtel-Dieu de Baugé, créé en 1643 et fermé en 2001, il abrite aujourd'hui un musée ;
  - l'Hôtel-Dieu de Beaune, fondé en 1443, il est le plus célèbre du monde pour son architecture. Fermé dans les années 1960, il habite aujourd'hui le musée de la Bourgogne et de l'histoire de la médecine ;
  - l'Hôtel-Dieu de Belleville, accueillant aujourd'hui le musée de la ville, l'office du tourisme et la bibliothèque municipale ;
  - l'Hôtel-Dieu de Bourges, construit à partir de 1510 et actif jusqu'en 1995, date de son transfert au centre hospitalier Jacques Cœur ;
  - l'Hôtel-Dieu de Bourg-en-Bresse, construit en 1782, toujours employé comme hôpital ;
  - l'Hôtel-Dieu de Brie-Comte-Robert, utilisé aujourd'hui comme salle d'exposition ;
  - l'Hôtel-Dieu de Caen, fondé au XIe ou XIIe siècle et faisant partie de l'actuel CHRU de Caen. Son nom d'hôtel Dieu n'est plus utilisé ;
  - l'hôtel-Dieu Saint-Étienne de Châlons-sur-Marne, bombardé pendant la Seconde Guerre mondiale, les ruines sont rasées en 1950, seule sa porte d'entrée est conservée et intégrée au nouveau bâtiment de la poste ;
  - l'hôtel-Dieu de Chalon-sur-Saône ;
  - l'hôtel-Dieu de Charlieu, abritant désormais les musées de Charlieu.
  - l'Hôtel-Dieu de Carpentras, construit au milieu du XVIIIe siècle, il reste en service jusqu'à l'ouverture du pôle santé en 2002, le bâtiment accueille aujourd'hui la bibliothèque Inguimbertine ;
  - l'hôtel-Dieu de Chartres ;
  - l'hôtel-Dieu de Châteaudun ;
  - l'Hôtel-Dieu de Château-Thierry, fondé en 1304, reconstruit en 1876, fermé en 1988. Il abrite aujourd'hui un musée ;
  - l'hôtel-Dieu de Cholet, il évolue de 1803 à 1832, en 1903, il occupe l’ancien cloître des Cordeliers, rue Tournerit ; c’est en 1965 qu’est lancé le projet de l’hôpital actuel. C'est en 1977 que le nouveau Centre Hospitalier ouvre ses portes rue Marengo.
  - l'Hôtel-Dieu de Clermont-Ferrand, construit en 1767, et actif jusqu'en 2009, le CHU ayant déménagé à l'hôpital d'Estaing ;
  - l'hôtel-Dieu de Cluny, bâti en succession d'un hôpital à partir de 1703 (achevé en 1730) et géré par les religieuses hospitalières de Sainte-Marthe (présentes sur les lieux de 1673 à 1996) ;
  - l'Hôtel-Dieu de Dole de Dole, construit à partir de 1613, désaffecté en 1992, il regroupe aujourd'hui les archives et la médiathèque municipale ;
  - l'hôtel-Dieu de Douai[20] ;
  - l'hôtel-Dieu de Dreux, contenant la chapelle Saint-Jean-Baptiste et l'actuel office de tourisme.
  - l'ancien Hôtel-Dieu d'Eu ;
  - l'ancien Hôtel-Dieu de Laon, construit en 1167 et abritant aujourd'hui l'office de tourisme ;
  - l'Hôtel-Dieu de Falaise ;
  - l'Hôtel-Dieu de Laon, édifié en 1273, transformé en école publique puis en halle et en salle de sport, il est utilisé aujourd'hui comme maison des arts,
  - l'Hôtel-Dieu de Louhans, construit à partir de 1682, il abrite depuis mars 2013 le musée des sourds consacré à Ferdinand Berthier ;
  - l'Hôtel-Dieu de Lons-le-Saunier, construit à partir de 1735. Remplacé par le CH de Lons-le-Saunier, il sert aujourd'hui de musée ;
  - l'Hôtel-Dieu de Lyon, bâti à partir de 1184, hôpital jusqu'en 2010, date à laquelle est décidée la vente de ce monument historique classé[21] et sa reconversion en hôtel de luxe, projet intitulé « Grand Hôtel-Dieu » essentiellement tourné vers le commerce et la restauration, mis en chantier en 2015 et qui a trouvé son aboutissement en 2018[22] ;
  - Hôpital-hospice de L'Isle-sur-la-Sorgue ;
  - l'hôtel-Dieu de Mâcon ;
  - l'Hôtel-Dieu du Mans ;
  - l'Hôtel-Dieu de Marseille, construit en 1753, réhabilité en 2013 en hôtel de luxe ;
  - l'Hôtel-Dieu de Montreuil, construit vers 1200, réhabilité en 2000 en hôtel ;
  - l'hôtel-Dieu de Nantes, construit à partir de 1665 en remplacement de précédents établissements, détruit par les bombardements de Nantes. Entièrement reconstruit en 1951 sur le même site, il est toujours le site principal du CHU de Nantes ;
  - l’hôtel-Dieu de Narbonne ;
  - l'Hôtel-Dieu de Nîmes, créé en 1313 et utilisé depuis 1936 par la CCI de Nîmes ;
  - l'hôtel-Dieu de Nogent-le-Rotrou,
  - l'hôtel-Dieu de Paris, fondé en 651[23], toujours utilisé, dépendant d'AP-HP et rattaché à la Faculté de médecine ;
  - l’Hôtel-Dieu de Poitiers, devenu faculté de médecine ;
  - l'Hôpital des pèlerins de Pons, fondé en 1160, reconverti en logements sociaux et en centre culturel, il est classé au patrimoine mondial ;
  - l'Hôtel-Dieu de Pont-l'Abbé, toujours employé comme hôpital;
  - l'Hôtel-Dieu de Provins, toujours employé comme hôpital ;
  - l'Hôtel-Dieu du Puy-en-Velay[24],[25] ;
  - l'Hôtel-Dieu de Rennes, construit entre 1854 et 1858 pour succéder à une précédente maison-Dieu fondée en 1358[26],[27]. Il a fait partie du CHU de Rennes jusqu'en 2017, année de son rachat par l'Etablissement public foncier de Bretagne[28];
  - l'Hôtel-Dieu de Rouen, construit en 1654 pour succéder à un précédent hôtel-Dieu attesté en 1197, il est remplacé en 1988 par le CHU de Rouen et est aujourd'hui occupé par l'hôtel de préfecture de la Seine-Maritime ;
  - l'Hôtel-Dieu de Saint-Chamond, occupant son emplacement actuel depuis 1672. Il occupera ce rôle jusqu'en 1940, date à laquelle il sera remplacé par l'actuel hôpital du Gier. Par la suite, le bâtiment sera réaffecté et restauré et accueille depuis différents services administratifs et culturels[29];
  - l'Hôtel-Dieu de Saint-Riquier ;
  - l'hôtel-Dieu de Saint-Denis, avec son apothicairerie du XIIIe siècle parfaitement reconstituée
  - l'hôtel-Dieu de Saint-Lizier (1764) racheté par cette commune en 2010, avec sa pharmacie du XVIIIe siècle qui peut être visitée [30];
  - l'hôtel-Dieu de Thiers, qui ouvre ses portes en 1669 sur le site d'un vieil hospice après le regroupement des trois hôpitaux de la ville.
  - l'Hôtel-Dieu de Thonon-les-Bains, construit à partir de 1649, déménagé dans les années 1970, il abrite aujourd'hui le palais de justice ;
  - l'hôtel-Dieu de Tonnerre (Yonne), fondé en 1293 et utilisé jusqu'en 1982, il abrite aujourd'hui un musée de l'hôpital ;
  - l'hôtel-Dieu Saint-Jacques de Toulouse, attesté dès le XIIe siècle, il accueille toujours les services administratifs du CHU de Toulouse ;
  - l'Hôtel-Dieu de Tournus, construit au XVIIe siècle, il abrite depuis 1894 le musée Greuze ;
  - l'Hôtel-Dieu-le-Comte de Troyes, fondé au XIIe siècle, il accueille depuis 1988 deux musées (vitrail et apothicairerie) et les centre universitaire de Troyes ;
  - l'Hôtel-Dieu de Tullins, datant des XVe et XVIe siècles;
  - l'hôtel-Dieu de Valenciennes fondé en 1430.
  - l'Hôtel-Dieu de Villefranche-sur-Saône fondé en 1644.
  - l'hôtel-Dieu de Vitré, bâti à son emplacement actuel en 1222 pour succéder à l'édifice précédent, fondé quant à lui au XIIe siècle ; aussi appelé hôpitaux Saint-Nicolas et Saint-Yves. La chapelle Saint-Nicolas et le monastère adjacent en sont les principaux vestiges.
- au Liban :
  - l'hôtel-Dieu de France de Beyrouth, ouvert en 1923 et appartenant toujours à l’État français.